# Image inconsciente du corps

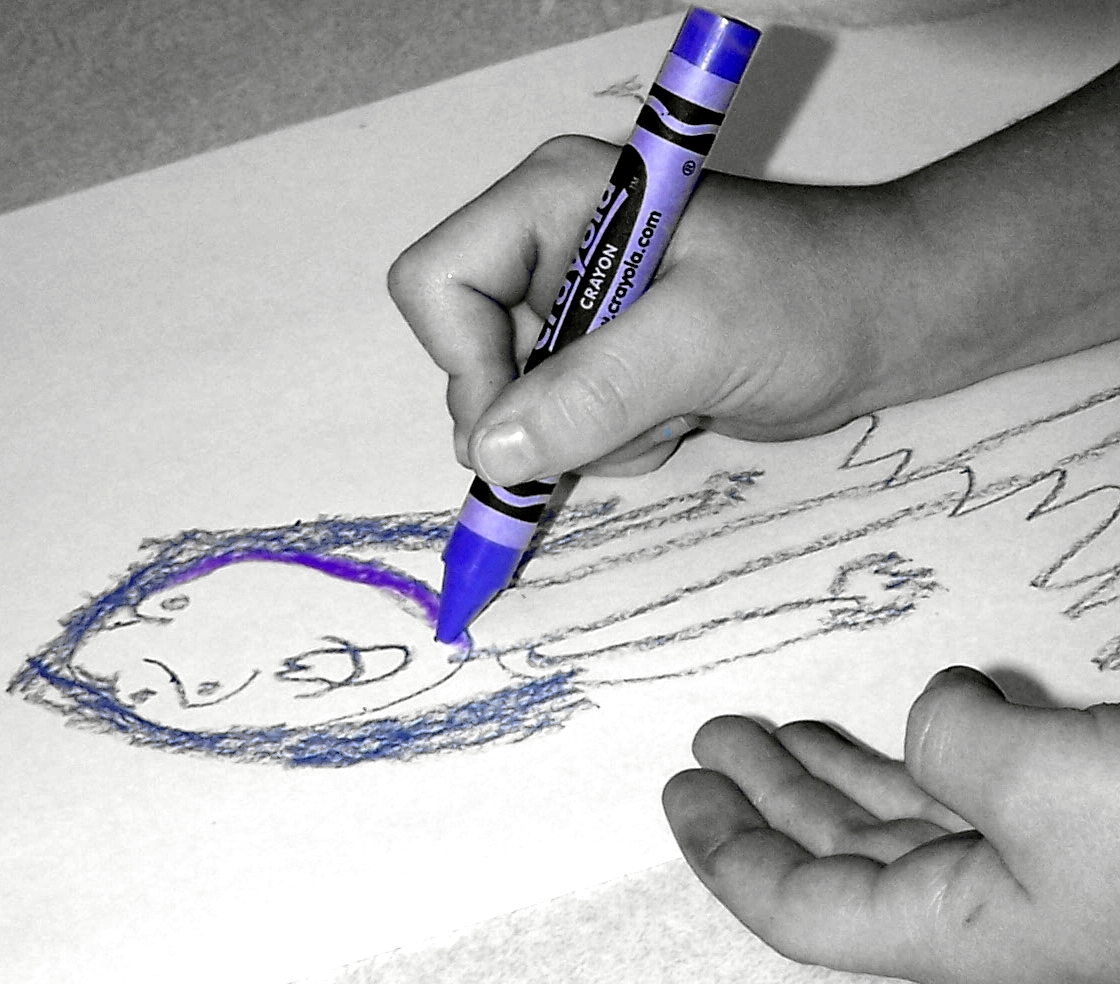
Les représentations des corps par les enfants sont au cœur de cette théorie. Si Françoise Dolto a été formé à la psychanalyse des enfants par Sophie Morgenstern, avec comme première fonction auprès d'elle d'entendre leur expression, verbale et non verbale, elle n'en affirme pas moins que ce sont les enfants qui lui ont appris la psychanalyse.

L'image inconsciente du corps est une notion conceptualisée à partir de 1956 par Françoise Dolto dans un ouvrage du même nom où elle explique que cette image « a à se révéler dans le dialogue analytique » avec les créateurs des représentations, dessins ou modelages, qui peuvent être très subjectifs et allégoriques.
Dolto décèle néanmoins des mécanismes communs dans cette symbolisation, qu'elle présente selon une approche psychanalytique et tout en en respectant les principes, le vocabulaire et la symbolique elle tente « de pallier ce qui lui manque dans la théorie freudienne »  :
« Le médiateur de ces trois instances psychiques (Ça, Moi, Surmoi), dans les représentations allégoriques que fournit le sujet, s'est montré spécifique. Je l'ai appelé image du corps. »
Cette médiation spécifique ainsi désigné image du corps exprimerait l'histoire émotionnelle de l'individu, créant une sorte d'interface avec le monde extérieur, de moyen d'expression universel du corps par lui-même. L'interprétation de cette expression permettrait d'identifier des perturbations dont les causes peuvent être des plus archaïques dans la constitution du sujet, et même remonter avant la naissance. 
Dolto précise inconsciente pour bien différencier cette notion du schéma corporel, et conceptualise les mécanismes de cette représentation de l' « être au monde » sur la base de sa pratique thérapeutique auprès des enfants (pédopsychiatre et psychanalyste auprès des enfants). Les principaux concepts associés sont :
- Un aspect dynamique entre différentes strates de cette image qui est moteur dans la construction psychique.
- Des castrations symboligènes, le passage d'un stade de développement à un autre par la perte d'éléments de l'image inconsciente du corps, qui sont alors converties en sens symbolique par la parole donnée.

Pour ceux qui s'inscrivent dans le sillage de Dolto « cette notion inédite représente incontestablement ce qu'a été l'apport théorique essentiel de Françoise Dolto à la psychanalyse »

## Image du corpsetschéma corporel
Les deux notions sont bien distinctes, et Françoise Dolto insiste bien dans son livre sur la séparation entre l'image du corps, inconsciente, et le schéma corporel, conscient (et un peu préconscient).
- Le schéma corporel est la représentation physique, physiologique, que l'individu à de lui-même _ tête corps, yeux, bras, jambes, etc. _ elle est donc pour une large part commune à toute l'espèce humaine. Le schéma corporel est lié au corps réel, il peut donc être affecté par un handicap physique, ce qui n'affectera pas nécessairement l'image inconsciente du corps.

- L'image inconsciente du corps est une représentation symbolique associée, mais bien distincte. Dolto précise bien « portée par _ et croisée  à _ notre schéma corporel », tout en expliquant que c'est la « synthèse vivante de nos expériences émotionnelles ». Associée à la parole de celui qui s'exprime en utilisant cette image du corps, elle devient alors une interface d'expression d'un vécu du corps dont l'esprit peut n'avoir jamais eu conscience.

L'image inconsciente du corps, avant d'être une expression, est une représentation de l'être en développement qui s'élabore dans la « parole humanisante ». Par exemple, un enfant infirme dont la singularité a été exprimée peut y indexer son vécu et passer d'un stade symbolique à un autre pour se développer sainement, tandis que ce qui n'est pas exprimé peut créer une impossibilité de passer d'un stade de développement symbolique à l'autre 
Dans cette interprétation de Dolto le schéma corporel concerne la neurobiologie et est associé aux besoins, tandis que l'image inconsciente du corps concerne la psychologie et est associé aux désirs. Par exemple, la faim peut être un besoin réel de nourriture, sensation physiologique qui peut être liée à un schéma corporel de maigreur, mais la faim peut aussi être liée à un désir, à un besoin de combler une image inconsciente du corps qui peut sembler vide indépendamment des besoins physiques qui peuvent être opposés.

## Structure et aspects dynamiques
Cette image inconsciente est divisée en strates qui permettent une construction dans un mouvement qui va de l'une à l'autre, ce que Françoise Dolto explique dans un chapitre intitulé aspects dynamiques de l'image du corps
- Image de base. Incarnation du besoin, archaïque, elle délimite l'unité (narcissique) et se forme dans l’affrontement entre les pulsions de vie et de mort.

Exemple : Un nouveau-né petit séparé de sa mère peut refuser de s'alimenter. Une chemise de la mère peut lui redonner l'envie de téter. L'image olfactive de la mère est associée à une image de sécurité, une représentation de l'être associé aux pulsions de vie.
Cette image de base crée des unités d’expériences, même envie ou même besoin en différents lieux et à différents moments. Dolto parle ainsi de « mêmeté », qui crée le sentiment d'exister. En terme psychanalytique renvoyant à Freud et à Lacan c'est l'unité spatio-temporelle du narcissisme primaire, qui construit l'intuition vécue d'être au monde.
- Image fonctionnelle. Associée au désir et reliée au schéma corporel, c'est l’énergie qui pousse à l'action.

Exemple : L'émission d'éléments par le corps (le chant, les instruments à vent, ou même l'expression théâtrale) est symbolisée comme une expulsion énergique vers les plaisirs qui accompagnent cette émission, et rattachée dans un langage freudien à la pulsion partielle anale, qui dans l'image de base est une émission passive liée à la pulsion de vie.
- Image érogène. Liée au plaisir, c'est l'organisation du désir. Elle « ouvre le monde imaginaire vers la communication et l’accès symbolique par la parole »[4].

Exemple : La main serait d’abord une zone érogène préhensive, puis rejetante. Si le désir fonctionnel est réprimé (« ne touche pas »), le désir de l'enfant peut trouver comme issue de ne pas toucher. La pulsion de vie, incarnée par Éros, est canalisée depuis le désir de prendre vers le respect de l'interdit qui engendre un plaisir. Il y a érotisation au sens organisation du désir en plaisir relativement au rapport à l'autre.

## Transitions et Castrations symboligènes
Le dynamisme entre ces strates de l'image de corps est donc dans cette théorie un moteur de l'évolution de l'enfant, évolution qui passe par une suite d'états stabilisés appelé aussi stades de développements. Le passage d'un stade à l'autre se fait donc pour Dolto par une castration de l'image inconsciente du corps, qui, comme pour chaque stade, est incarné par un lieu du corps.
Par exemple la satisfaction d'un besoin élémentaire lié à la pulsion de vie, comme la tété pour un bébé, devient un jour interdite, ce qui crée un désir et fonde le rapport à l'autre.
L'expression, la parole, vient organiser ce besoin (de l'image de base), signifier le désir (de l'image fonctionnelle) et à terme lui trouver des issues dans la plaisir (de l'image érogène).
L'organisation en interne par le sujet de cette expression, on parle aussi d'introjection, permet d'éviter le morcellement de l'image.
Ces castrations symboligènes sont dans l'expression de Dolto ce qui permet la maturation de l’image du corps, donc le passage d'un stade à l'autre. Mais les stades de développements issue de la théories freudienne sont à la fois respectés, remaniés et complétés :
- Castration ombilicale : Naissance (fin de la vie fœtale) associée au narcissisme primordial,
- Castration orale : Sevrage (interdit de téter) accès au langage, le fruit de  
  - Castration anale lui est associé : (fin de l’assistance  maternelle) l’accès aux interdits de nuire, à l’autonomie et la socialisation,
- Castration génitale primaire : différenciation des sexes,
- Castration génitale œdipienne : interdit de l’inceste.

### Publications
- 2002 Guillerault, G. , « Prendre corps », Enfances & PSY (no 20).
- 2002 Schauder, C 2002, « Image inconsciente du corps, castrations symboligènes et perversions dans l’œuvre de Françoise Dolto », Le coq-héron, n° 168 2002/1

## Sources
- Françoise Dolto, L'Image inconsciente du corps, Paris, Seuil, 1984, 375 p. (ISBN 978-2-02-018302-4)